# Nops coccineus
Nops coccineus là một loài nhện trong họ Caponiidae.
Loài này thuộc chi Nops. Nops coccineus được Eugène Simon miêu tả năm 1891.